# إليزابيث هالويل سوندرز
إليزابيث هالويل سوندرز (بالإنجليزية: Elisabeth Hallowell Saunders)‏ هي عالمة طبيعية ومُدرسة ورسامة توضيحية ومصورة أمريكية، ولدت في 24 فبراير 1861 في الإسكندرية في الولايات المتحدة، وتوفيت في 1910 في باسادينا في الولايات المتحدة.